# Patrick Guillou
Patrick Guillou (* 16. April 1970 in Villingen) ist ein französischer ehemaliger Fußballspieler.

## Karriere
Guillou begann seine Profikarriere 1988 beim Freiburger FC. 1990 wechselte er in die Fußball-Bundesliga zum VfL Bochum, wo er neun Spiele absolvierte. Über Stade Rennes, LB Châteauroux und Red Star Paris wechselte Guillou 1997 zum AS Saint-Étienne. Nach kurzen Stationen beim FC Walsall, Hibernian Edinburgh und FC Sochaux ging es zurück zu Saint-Étienne. Sein letzter Verein hieß FC Rouen, bevor er 2005 seine Karriere beendete.
Nach seiner Karriere als Fußballprofi arbeitete er unter anderem als Co-Trainer neben Trainer Willy Sagnol bei Girondins Bordeaux und neben Trainer Valérien Ismaël beim VfL Wolfsburg.
Patrick Guillou ist beim katarischen TV-Sender beIN Sports Experte für den Fußball.

## Kontroverse
Laut der Bildzeitung wurde Patrick Guillou am 10. November 2018, nach dem Spiel Dortmund gegen den FC Bayern, von Franck Ribéry beleidigt und geohrfeigt.